# كروساديرز
كروساديرز هو فريق اتحاد رغبي نيوزيلاندي من كرايستشرش يلعب في دوري سوبر رغبي.تأسس النادي في 1996.